# Srđan Dizdarević
Srđan Dizdarević (Sarajevo, 29. rujna 1952. – Sarajevo, 16. veljače 2016.) bio je bosanskohercegovački novinar i diplomat i dugogodišnji predsjednik Helsinškog odbora za ljudska prava BiH koju je obnašao devet godina, a 2014. godine je podnio ostavku. Tijekom radnog staža bio je član Izvršnog komiteta Međunarodne helsinške federacije, član Alternativnog Vijeća ministara na funkciji ministra vanjskih poslova, direktor i glavni urednik Dječje i omladinske štampe 1978. godine, pomoćnik glavnog i odgovornog urednika Oslobođenja od 1987. do 1991. godine i prvi sekretar ambasade bivše Jugoslavije u Parizu. Po izbijanju Rata u Bosni i Hercegovini vratio se u Sarajevo. Diplomirao je 1976. godine na Filozofskom fakultetu u Sarajevu. Studirao je i političke znanosti u Parizu, a desetak godina profesionalno se bavio novinarstvom. Potječe iz poznate diplomatske obitelji trojice braće Dizdarevića: njegovog oca Nijaza, nekadašnjeg ambasadora u Bagdadu, Alžiru i Parizu; strica Faika, dugogodišnjeg ambasadora u Teheranu, Alžiru i Madridu, te drugog strica Raifa Dizdarevića, bivšeg ministra vanjskih poslova i predsjednika Predsjedništva nekadašnje Jugoslavije.
Za prvog predsjednika Helsinškog komiteta za ljudska prava u BiH izabran je 1995. godine, kao i člana Udruženja neovisnih intelektualaca Krug 99. Odlukom Visokog predstavnika za Bosnu i Hercegovinu 1998. godine je imenovan u radnu grupu za izradu stalnog izbornog zakona.